# 教育出版センター
株式会社 教育出版センター（きょういくしゅっぱんセンター）は、徳島県徳島市川内町にあった日本の出版社。

## 概要
1971年（昭和46年）2月、徳島市佐古に会社設立。教育に関する本から各種専門書まで様々な本を出版している。
2010年12月1日に電子書籍販売サイトを立ち上げ、郷土の絵本や昔話等をパソコンやiPad等の情報端末への配信・販売を開始した。
2019年1月31日に徳島地方裁判所へ破産を申請。同年2月4日に破産手続開始決定を受けた。2020年1月31日に法人格が消滅した。

## 沿革
- 1971年2月 - 会社設立。
- 1987年12月4日 - 現社屋を新築し移転。
- 2010年12月1日 - 電子書籍販売サイト設置。郷土の絵本や昔話等を情報端末へ配信・販売開始。
- 2019年2月4日 - 徳島地方裁判所から破産手続開始決定を受ける。
- 2020年1月31日 - 法人格消滅。